# Lapin (Comic Strip)
Pour les articles homonymes, voir lapin.
Lapin est un comic strip réalisé par Phiip. Débuté en 2001, il s'agit de l'un des premiers webcomics français quotidien.
Il raconte le monde absurde d'une bestiole moche en tissu pourri. Concrètement, chaque jour Phiip réalise un épisode, diffusé aux abonnés de la liste de diffusion Lapin, avant de publier sur le site Lapin. Lapin a dépassé les 2 000 épisodes en 2009.
Le comic strip met en scène un ensemble de personnages, souvent des objets du quotidien, dans différents types d'histoires.
Lapin a été dans un premier temps entièrement réalisé en photomontage (de 2001 à 2007), il est aujourd'hui fait en dessins.

## Personnages

### Lapin
Lapin est le personnage central du comic-strip. Phiip aurait créé Lapin à son image : lubrique, fainéant, incompétent avec les ordinateurs, etc.
Lapin travaille dans une grande entreprise. Sa fonction précise est inconnue (du lecteur, de Lapin lui-même ainsi que de ses patrons successifs). Lapin aime le beurre, l'essence et la bière.
Lapin est un lapin qui aime les lapins qui aiment les lapins, même si dans les tout premiers épisodes il connaît une brève relation avec l'ourse verte.
Lapin, comme tout bon héros, dispose de son pendant sombre : le Lapin Noir, qu'il est amené à combattre à différentes occasions.

### L'ourse verte
L'ourse verte est le pendant féminin de Lapin. Alcoolique, ronchonne, chauffarde, parfois lubrique, violente et qui n'aime pas les lapins. Bien plus que Lapin, l'ourse verte aime la bière.
L'ourse verte semble être une ourse verte qui aime les ourses vertes qui aiment les ourses vertes, même si dans les tout premiers épisodes elle connaît une brève relation avec Lapin.
L'ourse verte étant déjà elle-même très violente, elle ne dispose pas de pendant sombre.

### Caillou
Caillou est un caillou qui vit avec Lapin, l'ourse verte et Bruno. Malgré ses tentatives pour participer aux discussions, personne ne semble réellement l'entendre. Caillou est le personnage dont la psychologie est sûrement la plus détaillée. De nombreux épisodes sont consacrés exclusivement à caillou et à ses difficultés.
La grande majorité des malheurs de caillou proviennent de son manque de bras et de jambes. Problèmes qu'il partage avec tous ses amis cailloux.
Caillou a une brève relation avec Souper résistante, un personnage secondaire, lors de la lutte entre Lapin et le Lapin Noir.

### Bruno
Bruno est un personnage si grand qu'on ne voit de lui qu'une seule patte, il est le frère de l'ourse verte, et il est très fort. Bruno est sympa mais il est susceptible. Bruno partage avec sa sœur la susceptibilité et l'amour de la bière. Lors d'une fête de la bière Bruno rencontrera une sorte de Bruno féminin.
Dans Lapin, Bruno s'écrit en majuscule.

### Le Docteur Canard
Le docteur Canard est un personnage flou et mystérieux. On ne sait pas trop s'il est un personnage bon ou mauvais. Néanmoins sa médecine force à un certain respect trouble.
Le docteur Canard a parfois du mal à lutter contre son instinct de canard, notamment lors des longues traversées d'eaux dans la quête de l'anneau de l'ourse verte.

### Maître Y.
Maître Y. est un yaourt qui tente d'apprendre les secrets de la flatulence et de la manipulation du sabre laser. Il apprendra à Lapin les bases de l'art, afin que ce dernier puisse affronter le Lapin Noir.
Maître Y. a un problème : un maître en flatulence trop autoritaire, l'ancêtre Y.

### Les escargots
Les escargots apparaissent lors de séries de strips psychédéliques. Leurs histoires se déroulent sans la moindre parole, uniquement à base de symboles ou de ponctuations. Exemple : « !!! », « ??? », « … », etc.

### Autres personnages en vrac
Bébé, Sooper Résistanté, pack de lait, l'ancêtre Y., les patrons lapins de lapin, les maris lapins de lapin, les lapins, les ourses vertes, les cailloux, les commandos cailloux, le lapin noir, les gardes blancs du lapin noir, les gueules de brumes, etc.

## Portail et éditions Lapin
Phiip a développé un grand portail autour de son webcomic, avec un forum, un webzine, mais aussi de nombreuses autres bandes dessinées en ligne. Aujourd'hui, le portail héberge un grand nombre de webcomics comme Red Meat, Les Céréales du Dimanche matin, Les philosophes, Oglaf, Ninja Blanc, La Dissonance des corps…
Certaines bandes dessinées étant imprimées, Phiip a également créé les Lapin Editions.